# Ватле, Луи-Этьенн
Луи́-Этье́нн Ватле́, Вателе (фр. Louis Étienne Watelet; 25 августа 1780, Париж — 21 июня 1866 года, там же) — французский художник-самоучка, литограф и живописец-пейзажист, представитель преимпрессионизма .

## Биография
Луи-Этьенн Ватле был сыном парижского торговца галантерейными товарами. Пейзажист-самоучка, который, по словам Шарля Габе, «не имел других учителей, кроме природы и любви к своему искусству», тем не менее, часто посещал студии Пьера-Анри де Валансьена и Жоржа Мальбеста.
Ватле впервые принял участие в Парижском салоне 1799 года и с тех пор регулярно экспонировал свои произведения. В 1810 году от Института Франции художник был удостоен второй золотой медали, в 1819 году — первой медали, а в 1825 году был награждён орденом Почётного легиона.
Он был плодовитым художником, который много путешествовал, работая на пленэре; посетил юг Франции, Савойю, Италию (что оказало значительное влияние на его творчество), Бельгию и Тироль. Ватле стремился придать своим пейзажам ощущение истории в романтическом стиле. Свежесть и непосредственность впечатления составляли их привлекательность. Его любимыми мотивами были уголки дикой природы во время бури, суровые Альпийские горы с пустынными обрывистыми скалами, одинокие заброшенные долины с шумящими потоками и поросшими ельником утёсами. Свои ранние пейзажи он оживлял «историческими фигурами», которые не всегда писал сам.
Его картины пользовались успехом, но непримиримый художественный критик Теофиль Готье заявил после Салона 1833 года, что «Что касается Ватле и ему подобных, то трудно представить их ещё более никчёмными. Они умерли давным-давно» (Watelet et consorts, il est impossible d’être plus nuls. Ils sont morts il y a long-temps).
Многие известные пейзажисты проходили своё обучение в мастерской Ватле в Школе изящных искусств в Париже: Поль Деларош, Проспер Бакке, Теодор Каруэль д’Алиньи, Абель Дюфрен, Жак Гио и Пьер Тюилье.
Он оказал влияние на следующее поколение французских пейзажистов, в том числе Тройона, Жака Гио, Коро и Алиньи.

## Галерея

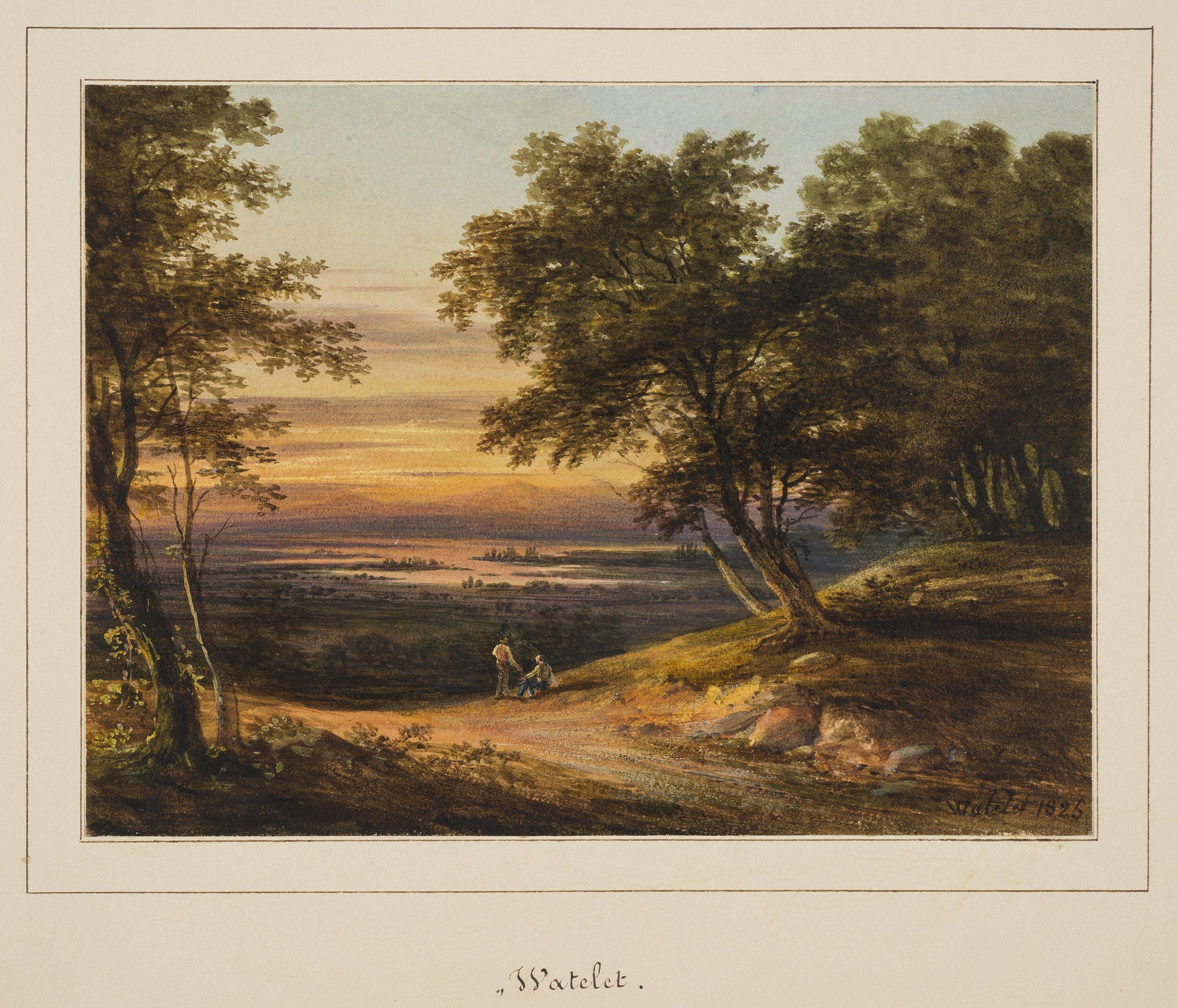
Пейзаж на закате. 1825. Бумага, акварель. Частное собрание
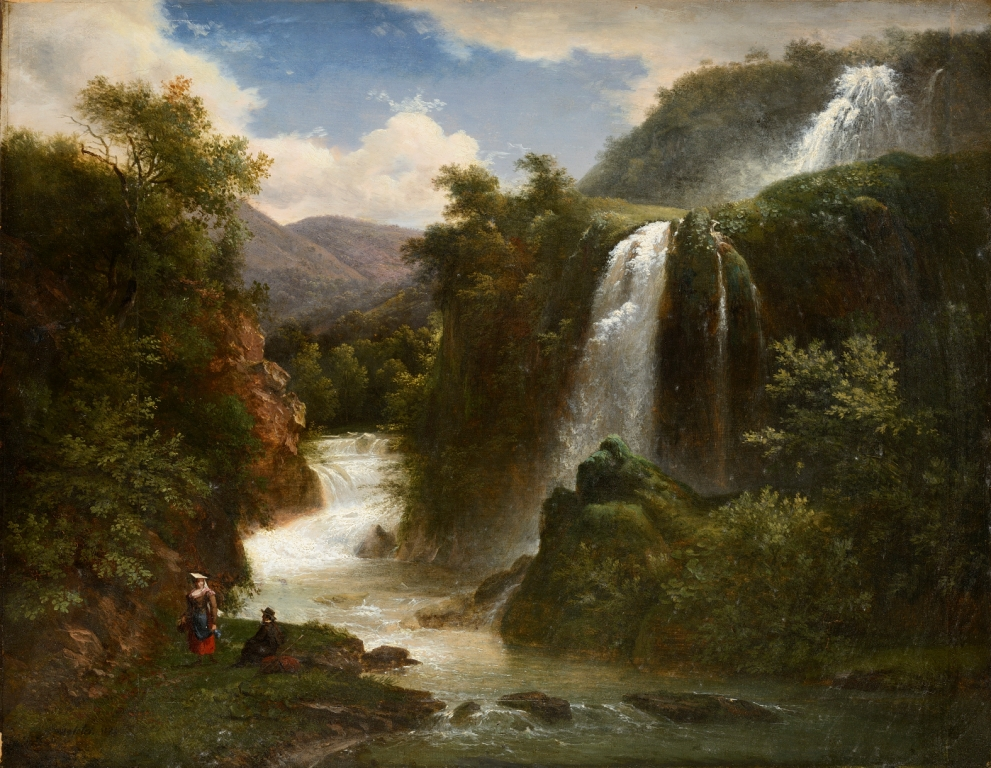
Путники, отдыхающие у подножия малого каскада в Тиволи. 1824. Бумага на холсте, масло. Частное собрание
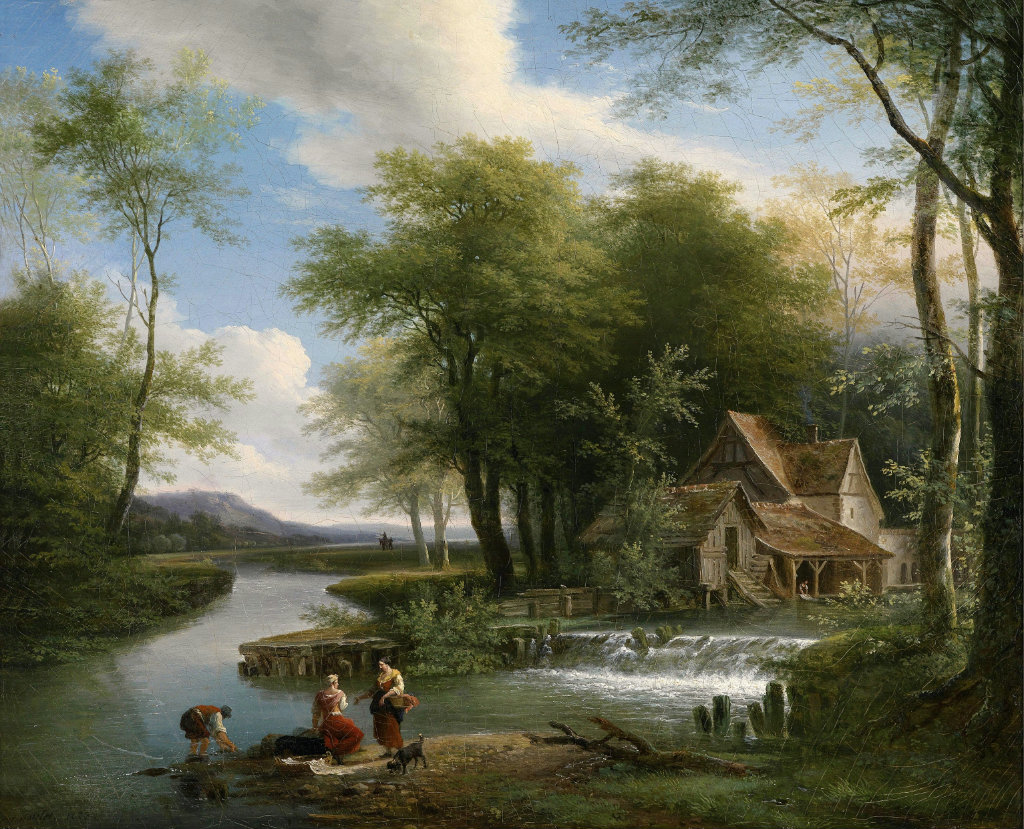
Прачки у реки. 1825
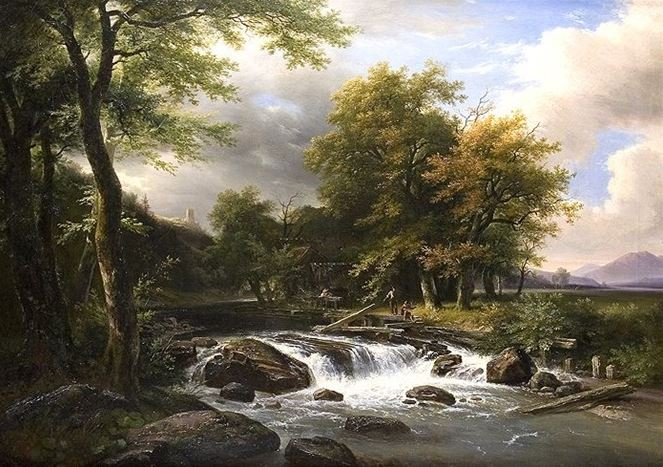
Речной пейзаж. До 1866
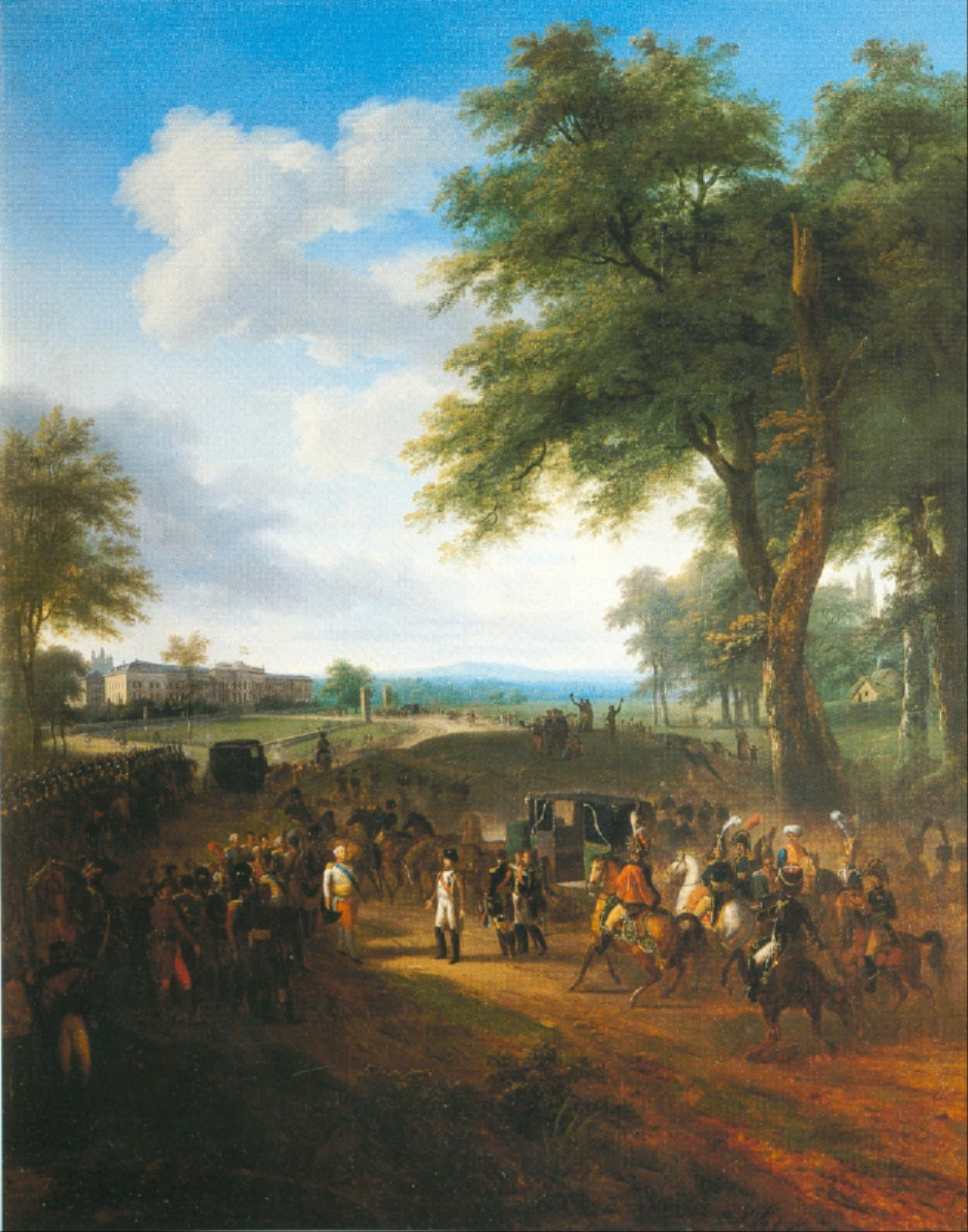
Приём Наполеона в Людвигсбурге. Ок. 1812. Холст, масло. Версаль
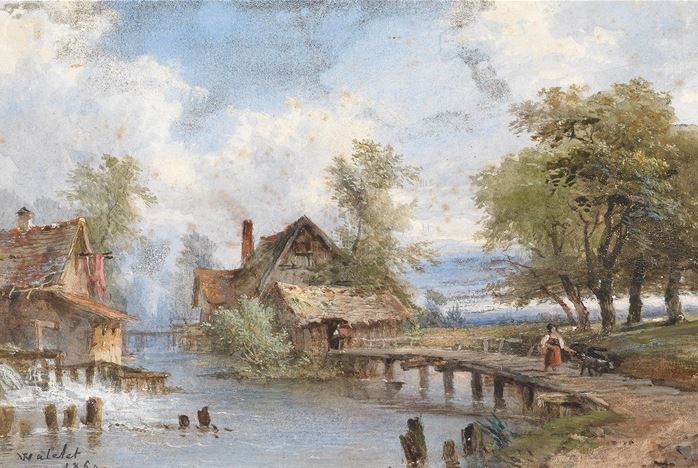
Мельница. 1860